# Baie des Tortues
La baie des Tortues (Nêpêcîrî en langue kanak) est une plage de la commune de Bourail sur la côte ouest de la Nouvelle-Calédonie.

## Présentation
Cette plage se situe dans la baie de Gouaro, en face de la passe Popinée, ce qui explique la présence fréquente de vagues. Plus petite que la plage de la Roche Percée, elle est caractérisée par la présence de nombreux pins colonnaires et de petites cuvettes d'eau.

## Étymologie

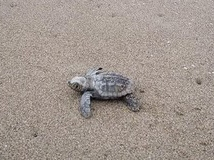
Petite tortue

Le terme « baie des Tortues » vient de la présence de tortues lors de la période des pontes. Les tortues pondent leurs œufs sur cette plage puis repartent aussitôt. Des bénévoles recouvrent les zones de ponte par une cage pour mieux les protéger[réf. souhaitée].

## Baignade
Pour des raisons de sécurité, la baignade est interdite.

## Accès
À pied, on peut y accéder depuis la Roche Percée grâce au tunnel en dessous de la falaise qui les relie et aussi par le sentier des trois baies. En voiture, on peut y accéder par le chemin sur le côté de la route principale au col de Gouaro.
|  |  |

## Galerie

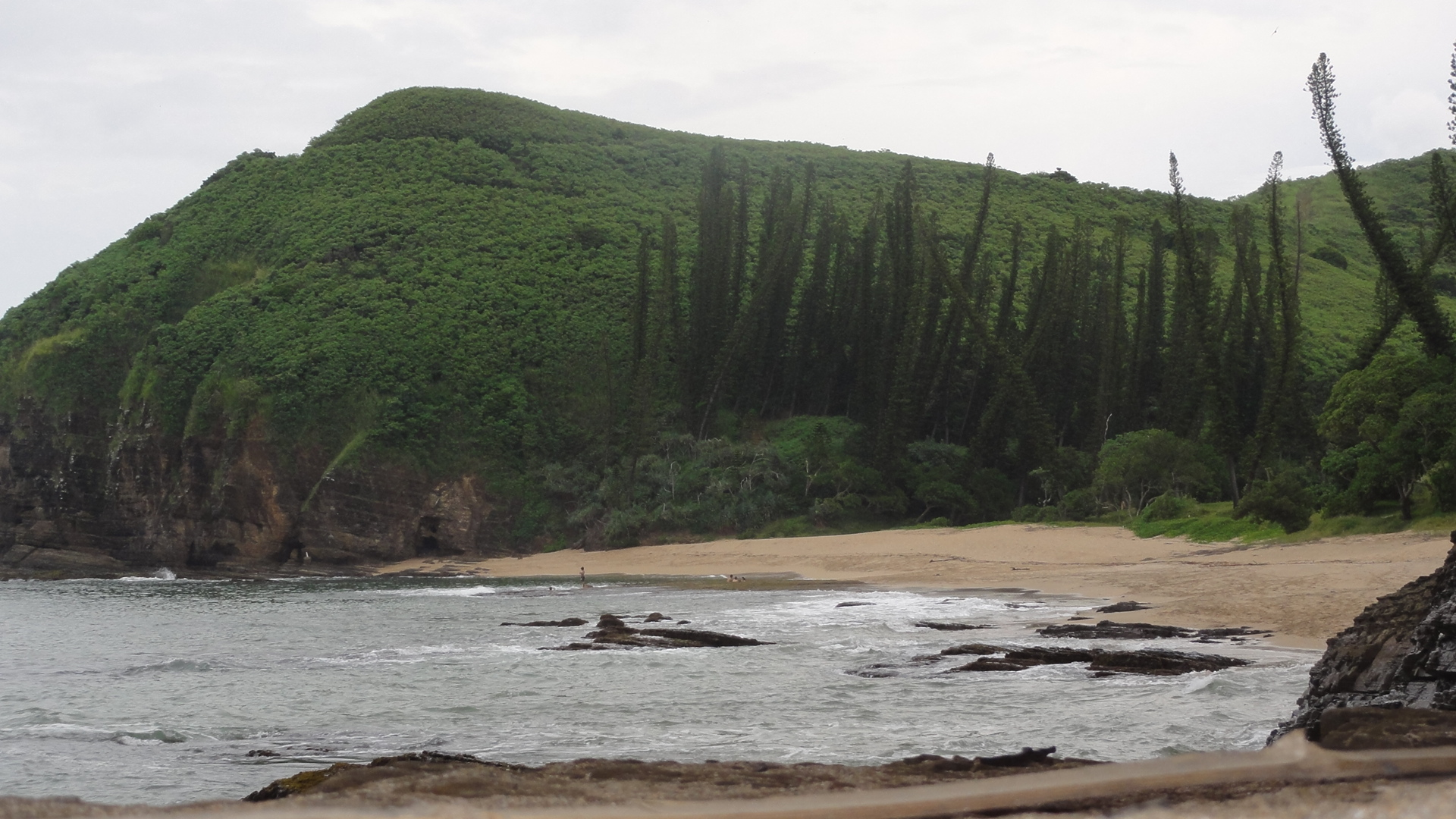
Vue sur la plage
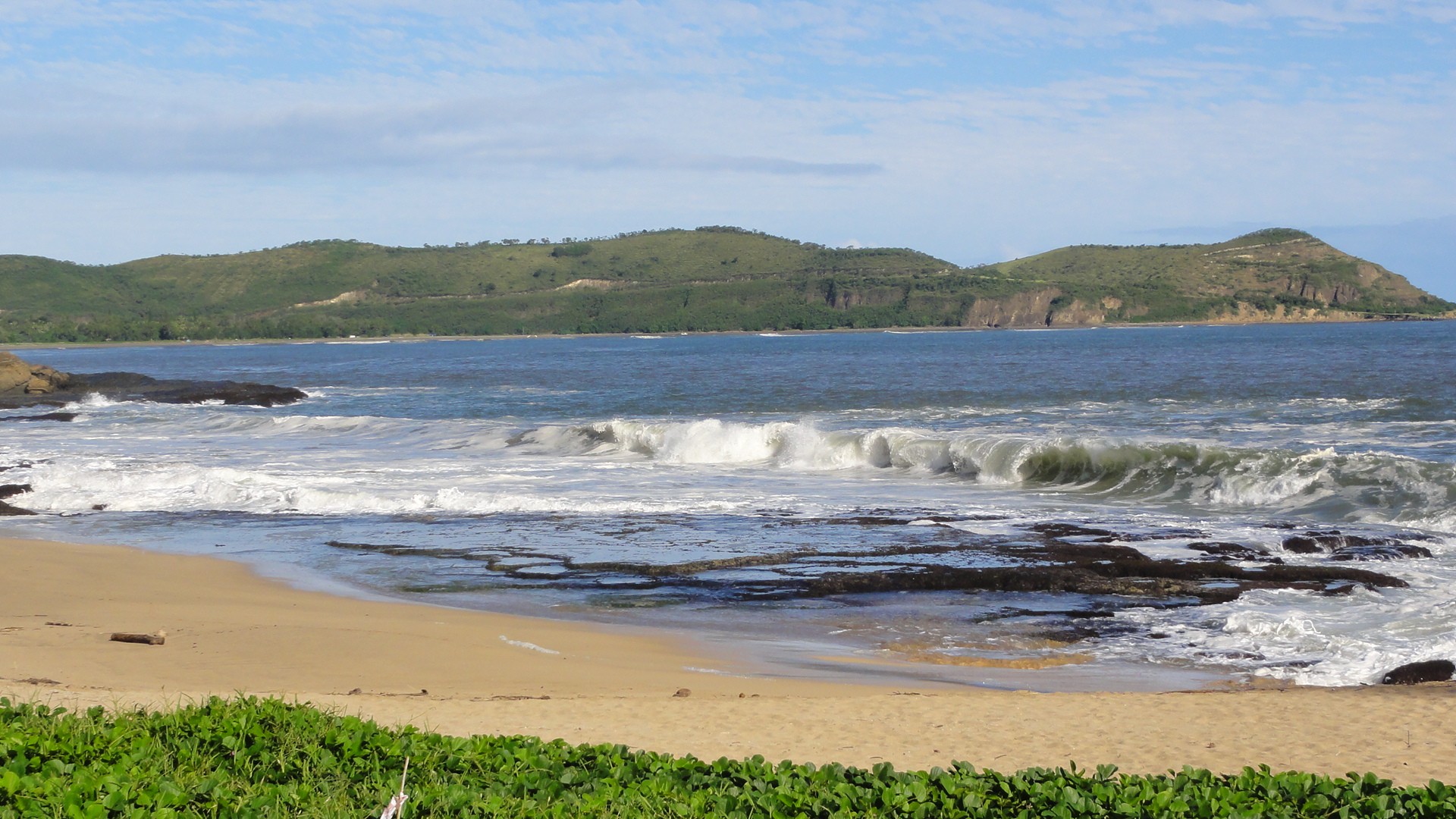
Vagues
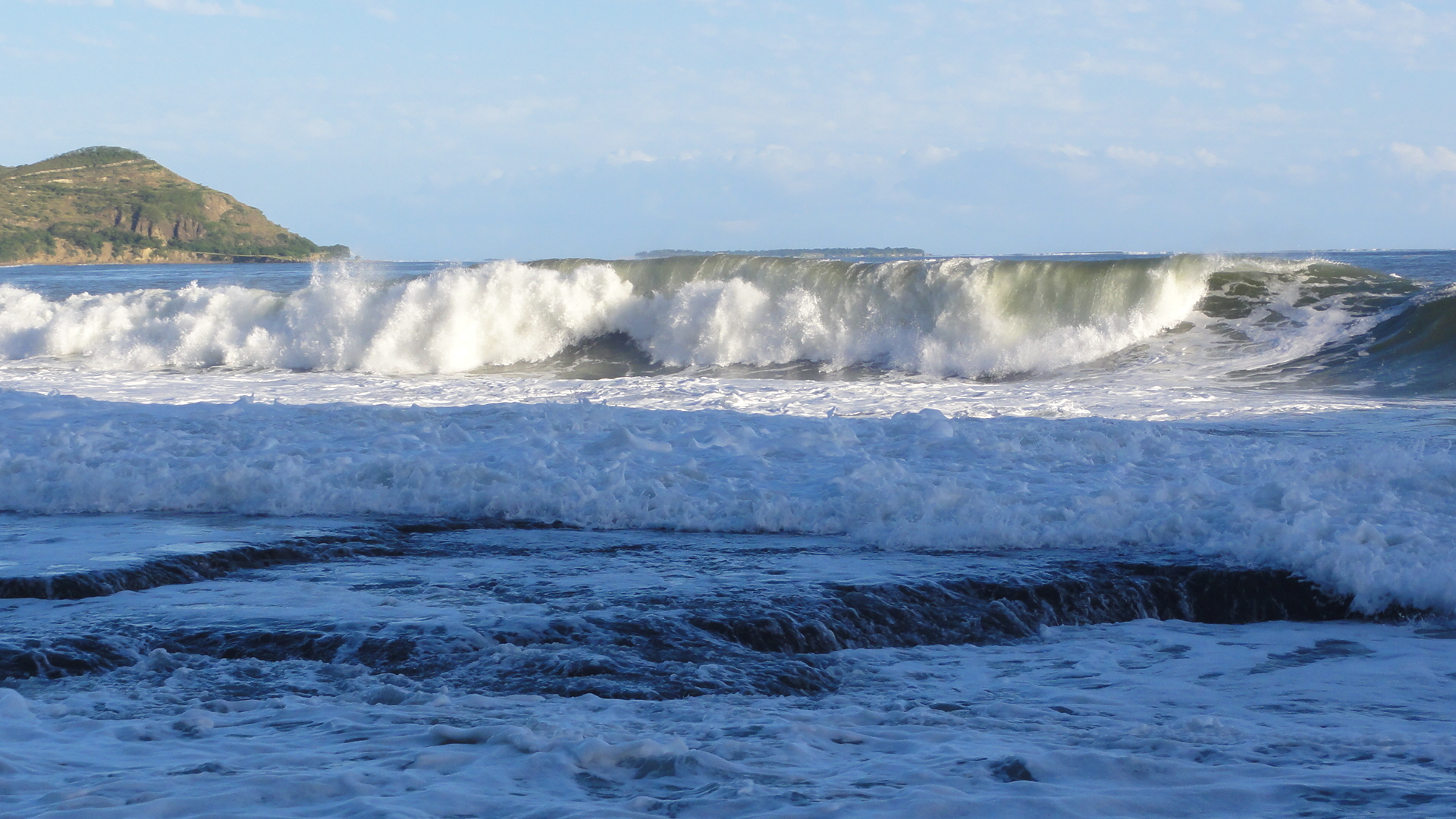
Vagues
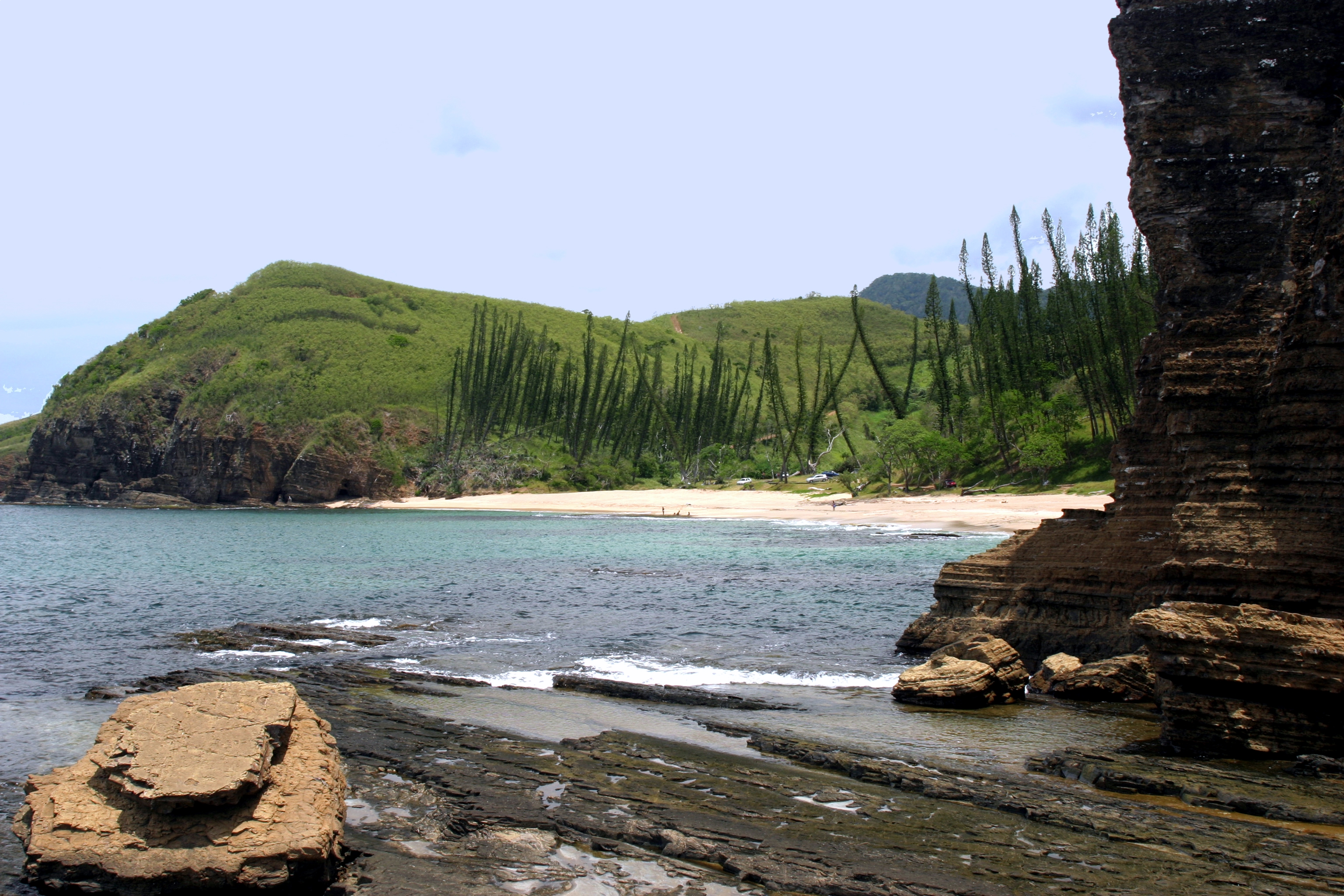
Vue sur la plage